# 伝統文化と環境福祉の専門学校
伝統文化と環境福祉の専門学校（でんとうぶんかとかんきょうふくしのせんもんがっこう）は、新潟県佐渡市にある専門学校である。運営母体は学校法人国際総合学園（NSGカレッジリーグ）。宮大工、伝統建築、大工、ITエンジニア、公務員、観光人材の育成を行う。

## 概要

### 建学の精神
将来の職業に関する高い専門能力を追求しながらも単に知識・技術教育に偏ることなく、ひろい視野と豊かな人間性を持った、創造力に満ちた人材育成の場であることを教育の基本理念とする。 地元や地域産業の期待に応え得る、開かれた職業教育機関であることを趣旨とし、常に新しく変化していく時代に即した専門学校として、地域社会の教育・産業の振興に寄与するものである。

（「学校概要」より）

### 所在地
- 新潟県佐渡市千種丙202番地1

### 設置学科
- 伝統建築学科（3年制）
  - 宮大工コース
  - 技能五輪コース
- 伝統建築学科（4年制）
  - 伝統建築コース
  - 京都芸術大学併修コース
- 建築専科（1年制）
  - 宮大工コース
  - 技能五輪コース
  - 公務員コース（建築技師）
- 建築士技能士養成学科（3年制）
- まちづくり・観光ビジネス学科（2年制）
  - まちづくり・観光ビジネスコース
  - 短期大学併修コース
- 観光ビジネス・大学併修学科（4年制）
- 公務員学科（2年制）
- ITエンジニア学科（2年制）

### 募集停止学科
- 介護福祉学科（2年制）
- 陶芸デザイン学科（4年制）

## 沿革
- 2008年（平成20年）
  - 1月 - 新潟県知事より認可を受ける
  - 4月 - 以下の学科で開校
    - 環境マネジメント学科3年制
    - 伝統建築学科3年制
    - 伝統文化学科3年制
    - 観光プロデュース学科3年制
    - 介護福祉学科2年制
- 2009年（平成21年）4月 - 観光プロデュース学科募集停止
- 2010年（平成22年）
  - 4月 - 研究科1年制新設
  - 12月 - SADO 環境科学研究所(付帯施設)設立
- 2011年（平成23年）4月 - 環境マネジメント学科15名に定員減
- 2012年（平成24年）4月 - 以下のように改組
  - 環境マネジメント学科募集停止
  - 自然環境保全学科2年生新設
  - 伝統建築学科20名に定員増
  - 伝統文化学科募集停止
  - 竹芸デザイン学科・陶芸デザイン学科（いずれも2年制）新設
  - 研究科10名に定員増
- 2013年（平成25年）4月 - 以下のように改組
  - 伝統建築学科4年制新設
  - 竹芸デザイン学科募集停止
  - 陶芸デザイン学科3年制・陶芸デザイン学科4年生新設
- 2014年（平成26年）4月 - ECO学科3年制新設。教養学科1年制新設
- 2015年（平成27年）4月 - ツーリズム・観光企画学科新設。ECO学科・教養学科募集停止
- 2017年（平成29年）4月 - 自然環境保全学科・陶芸デザイン学科・ツーリズム・観光企画学科募集停止
- 2018年（平成30年）4月 - 介護福祉学科募集停止。伝統建築学科大学併修コース新設
- 2019年（平成31年）4月 - 建築専科新設

（「学校概要」より）

## 学科詳細
以下の執筆にあたっては公式ホームページにある「学科のご案内」を参照している。いずれの学科・コースも男女共学である。
- 伝統建築学科
  - 伝統建築コース（3年制・4年制）

伝統建築技術と二級建築士、木造建築士等の資格取得を目標とした学科で、特に「継ぎ手」や「仕口工法」といった伝統建築の技術、伝統建築の仕組みを学べる数少ない学科である。佐渡という立地を活かし、伝統建築物の修復や制作を授業に取り入れることで、宮大工・大工の育成を行う。
卒業制作の「一間社流造本殿」は厚生労働省令和3年「地域発！いいね」選定やウッドデザイン賞2023奨励賞（審査員長賞）を受賞している。また、同本殿は全国に公募し、奉納も行っている。
- 京都芸術大学併修コース（4年制）

京都芸術大学の通信教育部と併修することで二級建築士、木造建築士などの資格とともに、「高度専門士（工業）」の称号、「学士（芸術）」の学位を取得することを目指す。
- 建築専科（1年制）

伝統建築学科（3年制）を卒業後、内部進学により在学中に二級建築士の合格を目指す学科。建築業界の経験者（建築系大学・専門学校の既卒者および社会人）向けの学び直し（リカレント教育）を行う。
- 建築士技能士養成学科　3年制

二級建築士受験資格を有する学生向けの学科。在学中に二級建築士、木造建築士、2級建築大工技能士の国家資格取得を目指す。
以下の情報については「学校概要」から引用。
- 環境マネジメント学科（3年制）（2012年4月募集停止）
- 自然環境保全学科（2年制）（2017年4月募集停止）
- ECO学科（3年制）（2015年4月募集停止）
- 伝統文化学科（3年制）（2012年4月募集停止）
- 観光プロデュース学科（3年制）（2009年4月募集停止）
- ツーリズム・観光企画学科（2017年4月募集停止）
- 介護福祉学科（2年制）（2018年4月募集停止）
- 陶芸デザイン学科（開設当初は2年制。のちに3年制・4年制を増設）（2017年4月募集停止）
- 竹芸デザイン学科（2年制）（2013年4月募集停止）
- 教養学科（1年制）（2015年募集停止）
- 研究科（1年制）